# Hötjärnen (Lövångers socken, Västerbotten)
Hötjärnen är en sjö i Skellefteå kommun i Västerbotten och ingår i Mångbyåns huvudavrinningsområde. Sjön har en area på 0,0593 kvadratkilometer och ligger 36,2 meter över havet.

## Delavrinningsområde
Hötjärnen ingår i det delavrinningsområde (715378-175719) som SMHI kallar för Utloppet av Stor-Lövvattnet. Medelhöjden är 46 meter över havet och ytan är 16,8 kvadratkilometer. Räknas de 2 avrinningsområdena uppströms in blir den ackumulerade arean 32,02 kvadratkilometer. Avrinningsområdets utflöde Mångbyån mynnar i havet. Avrinningsområdet består mestadels av skog (51 procent) och sankmarker (18 procent). Avrinningsområdet har 2,27 kvadratkilometer vattenytor vilket ger det en sjöprocent på 13,5 procent.